# Långbro
Långbro – dzielnica (stadsdel) Sztokholmu, położona w jego południowej części (Söderort) i wchodząca w skład stadsdelsområde Älvsjö. Graniczy z dzielnicami Fruängen, Solberga, Älvsjö, Långsjö i Herrängen.
Według danych opublikowanych przez gminę Sztokholm, 31 grudnia 2020 r. Långbro liczyło 7822 mieszkańców. Powierzchnia dzielnicy wynosi 1,94 km².